# 林清岳弒親案
林清岳弒親案，是臺灣1998年發生的一宗震驚社會的逆倫弒親案。1998年10月，臺北縣林口鄉下福村（今新北市林口區下福里）人，年僅18歲的林清岳，夥同女朋友賴英毓以及朋友蘇彥哲、劉玉薰、江玉如、卓思吟等5人殺害父親林銀樹、母親曾玉甘，林清岳持刀子殘酷砍殺父母親106刀，還脅迫同夥砍殺3刀，以求有人分擔罪責，合計砍殺109刀，輿論譁然。

## 背景
1979年12月18日出生的林清岳家境富裕，是家中唯一的兒子（林清岳父親林銀樹與第一任妻子育有兩女、林清岳生母曾玉甘則為林銀樹第二任妻子）。
林銀樹是當地知名的總鋪師，收入頗豐，曾玉甘對林清岳非常溺愛，在國中時就給予他摩托車方便上下課代步，與當時外國進口的最新穎的筆記型電腦以求其增進知識，但林清岳使用摩托車電腦過度，反而荒廢學業。
林清岳五專只讀了三年即被退學，林清岳的父親邀他來幫忙家中辦桌工作，林清岳不願意，長期遊手好閒，母親又怕林清岳生活短缺，於是一個月給他3萬元的零用錢，以供其揮霍。林清岳與大批酒肉朋友出入青樓、酒店、賭場，也吸食毒品，阮囊羞澀，還擔任賣淫集團的「馬伕」（司機），以雙親所購的馬自達轎車接送性工作者，被警方移送法辦，使得父母氣急敗壞。
父母雖定期供應林清岳大筆金錢，但林清岳依然多次捉襟見肘，向父母借錢，一度遭拒，又不滿父親在他的朋友面前指責他「不長進」，遂向女友賴英毓，朋友蘇彥哲、劉玉薰、江玉如、卓思吟一共5人提議，共同殺害其雙親，謀取父母遺產、奠儀及保險理賠金等財產。卓思吟是一名護士，林清岳本來想借重卓女的專業，先注射安眠藥點滴迷昏父母，以鈍器擊殺父母，再製造假車禍讓父母死亡，還可以要求肇事者理賠，卓思吟卻稱自己學藝不精，害怕露出馬腳而作罷；林清岳也透過黑市想買衝鋒槍殺死父母，但由於歷練不深，被槍械賣家套話得知其要「幹一票大的」，抬高價格，於是林清岳無力購買，決定自己親自操刀，用菜刀手刃雙親。

## 事發經過
1998年10月11日凌晨，林清岳確認林銀樹、曾玉甘夫婦已就寢熟睡後，強迫眾人隨他進入父母臥室，他持菜刀殘酷砍殺父母106刀，當時他母親曾玉甘哭泣求饒，爬行到一樓，林清岳依然追殺，砍殺後，林清岳還擔心雙親未死，更在屍體上注射安眠藥、氰化物，並以酒精燒毀住宅，意圖製造強盜假象，並銷毀命案證據，並脅迫其他友人也砍林銀樹、曾玉甘夫婦3刀，成為共犯。由於六人犯案手法粗糙，供詞漏洞百出，且林清岳指甲都還有未清洗乾淨的父母親血跡，全案迅速被警方偵破，而林清岳等人於被捕後均毫無悔意，震驚社會。

## 判決
林清岳於審判初期仍毫無悔意，多次發表狂妄言論，甚至辱罵採訪的記者「沒有人性」，此後一、二審均被判處死刑，根據資深教誨志工張柏舟表示，林清岳皆未曾懺悔，並認為他毫無對不起父母。林清岳不只一次認為父母親對不起他，事實上更認定，身為兒子的他，自由使用父母的金錢是天經地義的，對於自己必須透過要求的方式才能從父母手上取得金錢感到忿忿不平，對此他認定自己是實質上的受害者，且對於社會對他的輿論與指責感到憤怒。而後，林清岳案經過二度發回台灣高等法院更審，中華民國最高法院於2002年3月28日判處林清岳死刑定讞，其他五名共犯有期徒刑5至16年確定。2002年5月3日法務部長陳定南批准林清岳死刑執行令，並於同年5月6日土城看守所之臺北監獄附属刑場槍決，而在當天晚上9點15分從舍房被押赴刑場臨時棚時，檢察官最後一次問他：為何要殺害父母？他說：「小時候學壞，知道錯了」。晚上9點45分，刑場法警開始焚燒紙錢，代表他正式伏法。林清岳死後透過林口長庚醫院，捐出器官心臟、兩個腎臟、一對眼角膜，以及皮膚、骨骼等器官。

## 後續
共犯江玉如遭判處十四年有期徒刑，2010年假釋，而後江玉如在桃園大園成為攤販，2013年在大園市場對一名許姓蝦販潑灑鹽酸、持刀追殺，警方拘捕她後，江玉如供稱許姓蝦販對她男友提告，破壞她跟她男友感情，她在酒後愈想愈氣，才想出手教訓。

### 新聞
- . 法眼黑與白 (YouTube). 2015-06-21  [2019-06-05]. （原始内容存档于2020-02-29）.
- . 中天新聞 (YouTube). 2016-05-24.
- . TVBS新聞. （原始内容存档于2019-06-05）.
- . ETtoday新聞. （原始内容存档于2019-06-05）.
- . 大紀元. （原始内容存档于2018-07-14）.
- . 蘋果日報. 2015-01-05. （原始内容存档于2022-05-24）.